# FUMO
FUMO est un acronyme pour Firmware Update Management Object. C'est une  spécification de l'Open Mobile Alliance, qui définit comment les firmware d'appareils mobiles sont mis à jour over the air ("sans raccordement filaire").
FUMO permet la mise à jour d'appareils mobiles (smartphones, PDA, ...), par les opérateurs de mobiles, sans avoir à entrer en relation avec les clients. 
FUMO s'appuie sur le protocole standard OMA DM. FUMO permet de réaliser des opérations simples ou complexes (comme des mises à jour importantes du système d'exploitation).
OMA DM/FUMO est indépendant du hardware et de la plateforme applicative.